# Eriogonum elatum
Eriogonum elatum là một loài thực vật có hoa trong họ Rau răm. Loài này được Douglas ex Benth. mô tả khoa học đầu tiên năm 1837.